# Hansnes
Hansnes es un pueblo y centro administrativo del municipio de Karlsøy en Troms, Noruega. Se localiza en el noreste de la isla de Ringvassøya, en el estrecho de Langsund. En auto, está a 58 km al noreste de Tromsø. El túnel de Langsund es un túnel submarino a 10 km al sur de Hansnes, que conecta las islas de Ringvassøya y Reinøya. Reemplazará al transbordador que une Hansnes con Karlsøya, Vannøya y Ryeinøya.
Hansnes tiene tiendas, una gasolinera, un banco, un café, un centro médico, la iglesia de Ringvassøy, una escuela, una guardería y una residencia de personas mayores.